# Bombus rubriventris
Bombus rubriventris  (лат.) — редкий вид перепончатокрылых насекомых из рода шмелей (семейства настоящих пчёл), относящийся к подроду Thoracobombus. Предположительно, вымерший вид, который не обнаруживался около 200 лет с момента его открытия. Вид был впервые описан в 1835 году французским энтомологом Амедеем Луи Мишелем Лепелетье (1770—1845).

## Распространение
Неотропическая область. Известен по единственному экземпляру — голотипу с этикеткой 'St. Domingue' (без уточнения страны происхождения), собранному около 200 лет назад. Предположительно Бразилия или Доминиканская Республика.

## Описание
Основная окраска чёрная, с частично светло-красным брюшком (II-IV тергиты). Длина около 2 см. Включён в состав подрода Thoracobombus и видовой группы pensylvanicus. Своей окраской напоминает Андский вид Bombus excellens, хотя обладают значительно более коротким опушением.